# 乌日根塔拉农场
乌日根塔拉农场，是中国内蒙古自治区通辽市扎鲁特旗下辖的一个类似乡级单位。

## 行政区划
乌日根塔拉农场共辖以下地区：
二分场、一分场、三分场、四分场、五分场。